# بحران اشیای باستانی ایران دانشگاه شیکاگو
بحران آثار باستانی ایران دانشگاه شیکاگو اشاره به تلاش برای توقیف اشیای باستانی ایران در مؤسسه خاورشناسی دانشگاه شیکاگو آمریکا و تهدید به بازپس ندادن و فروش آن برای جبران خسارات وارده به ۹ آمریکایی آسیب‌دیده در یک عملیات انتحاری گروه حماس در اسرائیل را دارد. این موضوع در برخی جراید و محافل رسمی ایران به عنوان مثالی از خصومت آمریکا با ایران و ایرانی‌ستیزی عنوان و تلقی شد.
این اشیای باستانی عمدتاً مربوط به دورهٔ هخامنشی و تخت جمشید هستند که در سالهای ۱۳۱۲ و ۱۳۱۳ کشف و به عنوان امانت به دانشگاه شیکاگو سپرده شدند که با دولت ایران در خصوص ترجمه متون روی این اشیاء، قرارداد داشت. دانشگاه شیکاگو در حال پس دادن این اشیاء بود، اما با حکم یک دادگاه فدرال و سعی در تصرف این اشیاء توسط آن، پس دادن این اشیاء به ایران به دستور این دادگاه فدرال متوقف، و همچنان گرفتار پیچ‌وخم‌های قضایی طرفین مربوطه است.
در این میان، موضع وزارت امور خارجه آمریکا (بر خلاف دادگاه فدرال)، در حال حمایت از ایران و دانشگاه شیکاگو در جلوگیری از مصادره این اموال بوده‌است. تا اینکه در روزهای آخر ماه مارس سال ۲۰۱۴ شعبه ناحیه‌ای دیوان عالی آمریکا (در یک حکم ۲۳ صفحه‌ای) به نفع دانشگاه شیکاگو و به ضرر مدعیان شاکی رای نهایی خود را صادر نمود و از مصادره این اموال جلوگیری شد. ویلیام فرانتی (وکیل مدافع دانشگاه شیکاگو) در این مورد اذعان داشت: «دانشگاه شیکاگو همواره با مصدومین عملیات تروریستی حماس ابراز همدردی می‌کند. اما راه ادعای خسارت این جنایات رفتن به دنبال موسسات و اموال فرهنگی نیست.» همچنین از آنجایی که جمهوری اسلامی ایران هرگز رسماً به دفاع از اموال باستانی ایرانی دانشگاه شیکاگو وارد عمل نگردید و ادعایی نسبت به تعلق یا تصاحب آن نکرد، دادگاه همچنین حق پس دادن یا ندادن این اموال به ایران را قانوناً در اختیار دانشگاه شیکاگو گذاشت.
در نهایت، در تاریخ ۲ اردیبهشت ۱۳۹۴، رئیس پژوهشگاه سازمان میراث فرهنگی ایران، خبر از بازگرداندن ۱۰۸ قطعه از اشیاء محوطه باستانی چغامیش به ایران داد. اشیاء محوطه جغامیش اگرچه به موجب حکم دادگاه عالی آمریکا مشمول توقیف نشده بودند، با اینحال، دانشگاه شیکاگو تاکنون موفق به بازگرداندن این اشیاء نشده بوده. رئیس پژوهشگاه سازمان میراث فرهنگی، آزادسازی اشیاء چغامیش را مقدمه‌ای برای بازگرداندن اشیاء تخت جمشید دانست که پیرو حکم دادگاه عالی ایالات متحده آمریکا بود که رای به نفع ایران و آزادسازی این اموال داده بود، قرار است تا چندماه دیگر، به ایران بازگردانده شوند. اشیاء چغامیش قرار است در موزه ملی ایران به نمایش درآیند.
دیوان عالی ایالات متحده در ۲۱ فوریه ۲۰۱۸ به اتفاق آرا (۸–۰) با تأیید حکم دادگاه استیناف ایالات متحده برای حوزه هفتم حکم کرد که قربانیان حمله حماس نمی نوانند اشیای باستانی ایرانی را مصادره کنند.